# Ferenc Stámusz
Ferenc Stámusz (* 21. August 1934 in Budapest; † 27. August 2022 ebenda) war ein ungarischer Radrennfahrer.

## Sportliche Laufbahn
Ferenc Stámusz wurde 1960 ungarischer Meister in der Einerverfolgung im Bahnradsport. Im Straßenradsport wurde er zwischen 1957 und 1965 siebenfacher ungarischer Meister im 100-km-Mannschaftszeitfahren sowie in der Mannschaftswertung im Straßenrennen. 1964 konnte er die Ungarn-Rundfahrt gewinnen. Zudem belegte er bei den UCI-Straßen-Weltmeisterschaften 1963 im 100-km-Mannschaftszeitfahren Rang acht und 1964 Platz zehn.
Bei den Olympischen Sommerspielen 1960 in Rom war Stámusz für das Straßenrennen nominiert. Da ein ungarischer Fahrer zuvor zu einem externen Arzt gegangen ist statt zum Mannschaftsarzt, zog der Verband seine Fahrer zurück. 1964 in Tokio. Bei den Olympischen Sommerspielen 1964 belegte er mit dem ungarischen Team den 12. Platz im Mannschaftszeitfahren.